# Tosh Van der Sande
Tosh Van der Sande (Wijnegem, 28 november 1990) is een Belgisch wielrenner die sinds 2022 voor Visma Lease Bike (toenmalig Jumbo Visma) rijd. 

## Carrière
Van der Sande was aanvankelijk vooral op de baan actief, bij de jeugd was hij nationaal kampioen op de scratch, puntenkoers en koppelkoers. In 2008 werd hij wereldkampioen puntenkoers bij de junioren. Het jaar erop in de beloftencategorie won hij op de weg in 2011 Luik-Bastenaken-Luik voor beloften. Op de Zesdaagse van Vlaanderen-Gent in 2011 behaalde hij een vierde plaats aan de zijde van de Duitser Leif Lampater. Zes jaar na zijn laatste deelname, in 2018, verbeterde hij die prestatie samen met tweevoudig winnaar Jasper De Buyst tot een derde plaats. Nog een jaar later, in 2019, deed hij nog een plaats beter en eindigde hij opnieuw aan de zijde van De Buyst op de tweede plek.

## Belangrijkste overwinningen

### Baanwielrennen
| Jaar         | BK                                                         | EK           | WK                        | Overige                                                    |
| Nieuwelingen | Nieuwelingen                                               | Nieuwelingen | Nieuwelingen              | Nieuwelingen                                               |
| ------------ | ---------------------------------------------------------- | ------------ | ------------------------- | ---------------------------------------------------------- |
| 2006         | Puntenkoers · Scratch                                      |              |                           |                                                            |
| Junioren     |                                                            |              |                           |                                                            |
| 2007         | Puntenkoers · Scratch                                      |              |                           |                                                            |
| 2008         | Ploegenachtervolging · Puntenkoers · Scratch · Koppelkoers |              | Puntenkoers · Koppelkoers | UIV Cup Gent U23 Toekomstzesdaagse Gent (met Stijn Steels) |
| Beloften     |                                                            |              |                           |                                                            |
| 2009         |                                                            | Koppelkoers  |                           |                                                            |
| 2010         |                                                            |              |                           |                                                            |

### Wegwielrennen
2008
1e en 3e etappe Ronde van Toscane
Puntenklassement Ronde van Toscane
4e etappe Trofeo Karlsberg
2e etappe Ronde van het Münsterland
Puntenklassement Ronde van het Münsterland
2009
4e etappe Ronde van Namen
2011
1e en 4e etappe Triptyque des Monts et Châteaux
Luik-Bastenaken-Luik U23
1e etappe Ronde van Navarra
5e etappe Ronde van Luik
2012
Bergklassement Driedaagse van De Panne-Koksijde
2015
Textielprijs Vichte
2016
2e etappe Ronde van de Ain
2019
5e etappe Ronde van Wallonië

### Resultaten in voornaamste wedstrijden
| Jaar | Ronde van Italië | Ronde van Frankrijk | Ronde van Spanje |
| ---- | ---------------- | ------------------- | ---------------- |
| 2012 |                  |                     |                  |
| 2013 |                  |                     | 127e             |
| 2014 | 93e              |                     |                  |
| 2015 |                  |                     | 49e              |
| 2016 |                  |                     | 109e             |
| 2017 |                  |                     |                  |
| 2018 | opgave           |                     | 114e             |
| 2019 | 64e              |                     | 65e              |
| 2020 |                  |                     | 96e              |
| 2021 |                  | opgave              |                  |
| 2022 |                  |                     |                  |
| 2023 |                  |                     |                  |
| 2024 |                  |                     |                  |
| 2025 |                  |                     |                  |

| Jaar | Milaan-San Remo | Gent-Wevelgem | Ronde van Vlaanderen | Parijs-Roubaix | Amstel Gold Race | Luik-Bast.‑Luik | Ronde van Lombardije | Parijs-Tours | Waalse Pijl |  | Wereldranglijsten |
| ---- | --------------- | ------------- | -------------------- | -------------- | ---------------- | --------------- | -------------------- | ------------ | ----------- |  | ----------------- |
| 2012 |                 | 95e           |                      |                |                  |                 |                      |              |             |  |                   |
| 2013 |                 |               | opgave               |                | opgave           | opgave          |                      |              | opgave      |  |                   |
| 2014 |                 |               |                      |                | opgave           | opgave          |                      |              |             |  |                   |
| 2015 |                 |               |                      |                | 80e              | opgave          |                      | ↑            |             |  |                   |
| 2016 |                 |               |                      |                | 92e              | 102e            |                      | 95e          | 145e        |  | 199e (UWT)        |
| 2017 |                 |               |                      |                | 65e              | 55e             |                      | 93e          | 106e        |  | 253e (UWT)        |
| 2018 |                 |               |                      |                | opgave           | 120e            |                      |              | 65e         |  | 317e (UWT)        |
| 2019 | 100e            |               |                      |                | opgave           | opgave          |                      |              | 77e         |  | 385e (UWR)        |
| 2020 | 147e            |               |                      |                |                  | 105e            | opgave               |              | 113e        |  |                   |
| 2021 |                 |               | opgave               | 37e            | 10e              | 146e            |                      |              | 88e         |  |                   |
| 2022 | 99e             |               |                      |                |                  |                 |                      | 38e          |             |  |                   |
| 2023 |                 |               | opgave               |                | opgave           |                 |                      |              | 99e         |  |                   |
| 2024 | 141e            | opgave        |                      |                | opgave           | opgave          |                      | 51e          | opgave      |  |                   |
| 2025 | 145e            | 78e           | opgave               |                | opgave           | opgave          |                      |              | opgave      |  |                   |

### Resultaten in kleinere rondes
| Jaar | Tour Down Under | UAE Tour | Parijs-Nice | Tirreno-Adriatico | Ronde van Catalonië | Ronde van het Baskenland | Ronde van Romandië | Critérium du Dauphiné | Ronde van Zwitserland | Ronde van Wallonië | Ronde van Polen | Benelux Tour | Ronde van Guangxi |
| ---- | --------------- | -------- | ----------- | ----------------- | ------------------- | ------------------------ | ------------------ | --------------------- | --------------------- | ------------------ | --------------- | ------------ | ----------------- |
| 2012 |                 |          |             |                   |                     |                          | 130e               | 145e                  |                       |                    | 96e             | 72e          |                   |
| 2013 |                 |          |             |                   |                     |                          |                    |                       | 120e                  |                    | 84e             |              | 47e               |
| 2014 |                 |          |             |                   | 65e                 | 100e                     | 86e                |                       | 31e                   | 32e                |                 |              | 66e               |
| 2015 |                 |          |             |                   | opgave              | opgave                   | 86e                | 105e                  |                       | 65e                |                 |              |                   |
| 2016 |                 |          |             |                   | 105e                | opgave                   | 79e                |                       | opgave                | opgave             |                 |              |                   |
| 2017 |                 |          | 50e         |                   |                     | 36e                      | 47e                | opgave                |                       | ↑                  |                 |              | 28e               |
| 2018 |                 |          |             | 42e               |                     | 44e                      |                    |                       |                       | 55e                |                 |              | 45e               |
| 2019 |                 |          |             | 53e               |                     | opgave                   |                    |                       | opgave                | ↑ (1)              |                 |              |                   |
| 2020 | 82e             | 93e      |             |                   |                     |                          |                    |                       |                       |                    |                 |              |                   |
| 2021 |                 | 72e      |             | 118e              |                     |                          |                    |                       |                       |                    |                 | 38e          |                   |
| 2022 |                 |          |             | 65e               |                     |                          |                    |                       |                       |                    | 60e             |              |                   |
| 2023 |                 | 69e      |             |                   |                     |                          |                    |                       |                       |                    | 54e             | 73e          |                   |
| 2024 |                 | 66e      |             |                   |                     |                          |                    |                       |                       |                    |                 |              |                   |

(*) tussen haakjes aantal individuele etappeoverwinningen

## Ploegen
- 2011 –  Omega Pharma-Lotto (stagiair vanaf 1-8)
- 2012 –  Lotto-Belisol
- 2013 –  Lotto-Belisol
- 2014 –  Lotto-Belisol
- 2015 –  Lotto Soudal
- 2016 –  Lotto Soudal
- 2017 –  Lotto Soudal
- 2018 –  Lotto Soudal
- 2019 –  Lotto Soudal
- 2020 –  Lotto Soudal
- 2021 –  Lotto Soudal
- 2022 –  Team Jumbo-Visma
- 2023 –  Jumbo-Visma
- 2024 –  Visma-Lease a Bike
- 2025 –  Team Visma-Lease a Bike

Aerts · Bakelants · Blythe · Boucher · De Clercq · De Greef · Debusschere · Dehaes · Dockx · Gilbert · Greipel · Hansen · Kaisen · Lang · Lloyd · Lodewyck · Neyens · Pujol · Reynés · Roelandts · Sieberg · Van De Walle · Van den Broeck · Vandousselaere · Vanendert · Veikkanen · Willems · Van der Sande (stagiair) 
Bak · Bille · Bulgaç · Cordeel · De Clercq · De Greef · Debusschere · Dehaes · Dockx · Greipel · Hansen · Henderson · Kaisen · Meersman · Neyens · Reynés · Robert · Roelandts · Sieberg · Sohrabi · Van der Sande · Van De Walle · D. Vanendert · J. Vanendert · van Leijen · Vangenechten · Wellens · Van den Broeck · Willems · Sprengers (stagiair) · Wippert (stagiair) 
Bak · Bellemakers · Bille · Bulgaç · Cordeel · De Clercq · De Greef · Debusschere · Dehaes · Dockx · Greipel · Hansen · Henderson · Kaisen · Meersman · Neyens · Reynés · Robert · Roelandts · Sieberg · Van der Sande · Van De Walle · D. Vanendert · J. Vanendert · van Leijen · Vangenechten · Wellens · Van den Broeck · Willems · Broeckx (stagiair) · Carolus (stagiair) 
Armée · Bak · Boeckmans · Breen · Broeckx · De Bie · Debusschere · De Clercq · Dehaes · Dockx · Gallopin · Greipel · Hansen · Henderson · Kaisen · Ligthart · Monfort · Roelandts · Sieberg · Vallée · Van den Broeck · Van der Sande · D. Vanendert · J. Vanendert · Van Genechten · Vervaeke · Wellens · Willems · Benoot (stagiair) · Meurisse (stagiair) · Naesen (stagiair)
Armée · Bak · Benoot · Boeckmans · Breen · Broeckx · De Buyst · De Bie · Debusschere · De Clercq · De Gendt · Dehaes · Dockx · Gallopin · Greipel · Hansen · Henderson · Ligthart · Monfort · Roelandts · Sieberg · Vallée · Van den Broeck · Van der Sande · D.Vanendert · J.Vanendert · Vervaeke · Wellens · Frison (stagiair) · Van Gestel (stagiair) · Van Rooy (stagiair)
Armée · Bak · Benoot · Boeckmans · Broeckx · De Buyst · De Bie · De Clercq · De Gendt · Debusschere · Dockx · Frison · Gallopin · Greipel · Hansen · Henderson · Ligthart · Marczyński · Monfort · Roelandts · Sieberg · Valls · Van der Sande · Vanendert · Vervaeke · Wallays · Wellens · Deltombe (stagiair) · Goolaerts (stagiair) · Shaw (stagiair)
Armée · Bak · Benoot · Boeckmans · De Bie · De Buyst · De Clercq · De Gendt · Debusschere · Frison · Gallopin · Greipel · Hansen · Hofland · Maes · Marczyński · Mertz · Monfort · Roelandts · Shaw · Sieberg · Valls · Van der Sande · Vanendert · Vervaeke · Wallays · Wellens · Wouters · Leysen (stagiair) · Planckaert (stagiair) · Van Gompel (stagiair)
Armée · Bak · Benoot · Campenaerts     · De Buyst · De Gendt · Debusschere · Frison · Greipel · Hansen · Hofland · Keukeleire · Lambrecht · Maes · Marczyński · Mertz · Monfort · Naesen · Shaw · Sieberg · Van der Sande · Vanendert · Wallays · Wellens · Wouters
Armée · Benoot · Blythe · Campenaerts   · De Buyst · De Gendt · Dewulf · Ewan · Frison · Hagen · Hansen · Iversen · Keukeleire · Kluge · Lambrecht · Maes · Marczyński · Mertz · Monfort · Naesen · Thijssen · Van der Sande · van Goethem · Van Moer · Vanendert · Vanhoucke · Wallays · Wellens · Wouters
Armée · Cras · De Buyst · De Gendt · Degenkolb · Dewulf · Dibben · Ewan · Frison · Gilbert · Goossens · Hagen · Hansen · Holmes · Iversen · Kluge · Maes · Marczyński · Mertz · Oldani · Thijssen · Van der Sande · Van Goethem · Van Moer · Vanhoucke · Vermeersch (vanaf 1 juni) · Wallays · Wellens
Conca · Cras · De Buyst · De Gendt · Degenkolb · Ewan · Frison · Gilbert · Goossens · Grignard · Holmes · Kluge · Kron · Małecki · Marczyński · Moniquet · Oldani · Sweeny · Thijssen · Van der Sande · Van Gils · Van Moer · Vanhoucke · Vermeersch · Verschaeve · Vervloesem · Wellens
Affini · Benoot · Bouwman · Dekker · Dennis · Dumoulin (tot 15/8) · Eenkhoorn · Foss   · Gesink · Harper · Hessmann · Hofstede · Kooij · Kruijswijk · Kuss · Laporte · Leemreize · Oomen · Roglič   · Roosen · Teunissen · Vader · Van Aert · Van der Sande · M. van Dijke · T. van Dijke · Van Emden · Van Hooydonck · Vingegaard · Gloag (stagiair)
Affini · Benoot · Bouwman · Dennis · Foss   · Gesink · Gloag · Hessmann · Hofstede · Kelderman · Kooij · Kruijswijk · Kuss · Laporte  · Leemreize · Oomen · Roglič   · Roosen · Tratnik · Vader · Valter · Van Aert · van Baarle · Van der Sande · M. van Dijke · T. van Dijke · Van Emden · Van Hooydonck · Vingegaard
Affini · Benoot · Bouwman · Gesink · Gloag · Hagenes · Heßmann · Jorgenson · Kelderman · Kooij · Kruijswijk · Kuss · Laporte  · Lemmen · Staune-Mittet · Tratnik · Tulett · Uijtdebroeks · Vader · Valter · Van Aert · van Baarle · van Belle · Van der Sande · M. van Dijke · T. van Dijke · Vermote · Vingegaard